# Dame-Marie-les-Bois
Dame-Marie-les-Bois település Franciaországban, Indre-et-Loire megyében. Lakosainak száma 338 fő (2022. január 1.). Dame-Marie-les-Bois Autrèche, Cangey, Mesland, Morand, Saint-Étienne-des-Guérets, Santenay és Saint-Nicolas-des-Motets községekkel határos.

## Népesség
A település népességének változása:
| Lakosok száma | 274  | 225  | 235  | 345  | 332  | 351  | 352  | 347  | 345  | 338  |
|               | 1968 | 1982 | 1990 | 2006 | 2013 | 2015 | 2017 | 2019 | 2020 | 2022 |